# 北海道道438号天塩中川停車場線
北海道道438号天塩中川停車場線（ほっかいどうどう438ごう てしおなかがわていしゃじょうせん）は、北海道中川郡中川町を結ぶ一般道道である。

## 概要

### 路線データ
- 起点：北海道中川郡中川町字中川（JR北海道 宗谷本線 天塩中川駅）
- 終点：北海道中川郡中川町字誉（国道40号交点）
- 総延長：1.478 km
- 実延長：1.461 km
- 重用延長：0.017 km

### 道路管理者
- 上川総合振興局 旭川建設管理部 美深出張所

## 歴史
- 1962年（昭和37年）4月13日 - 路線認定[1]。

## 路線状況

### 道路施設

#### 主な橋梁
- 誉大橋（324 m、天塩川、中川町字誉）

## 地理

### 通過する自治体
- 上川総合振興局
  - 中川郡中川町

### 交差する道路
中川町
- 北海道道541号問寒別佐久停車場線 - 字中川（重複）
- 国道40号 - 字誉（終点）